# Decúmano

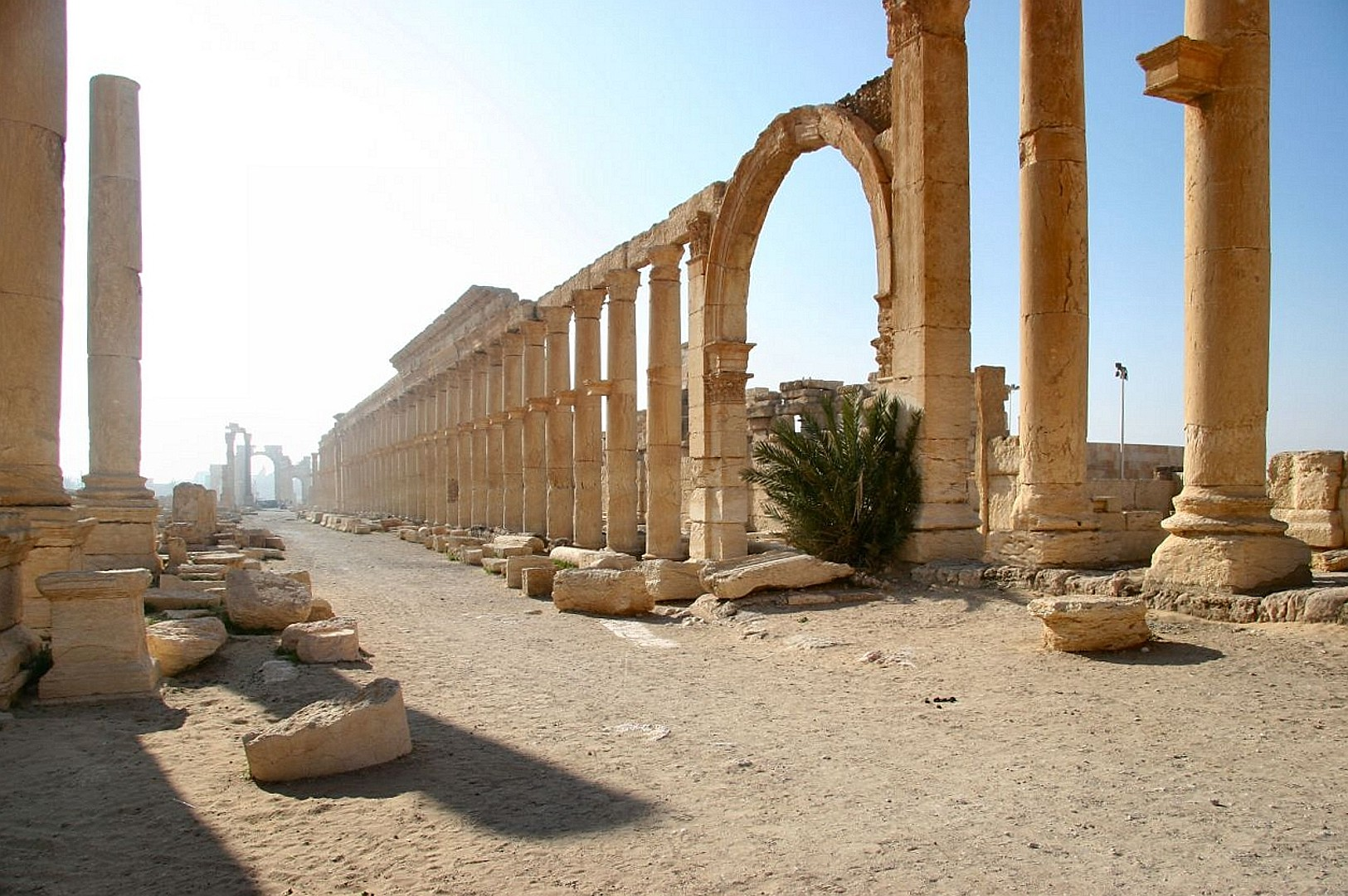
Decumano Máximo da antiga urbe romana de Palmira, na Síria. Observa-se a direção leste - oeste pela sombra da luz solar (para o nordeste, o que indica a posição do sol em horas da tarde, para o sudoeste)

Um decúmano (em latim: decumanus; plural: em latim: decumani) era uma rua ou via, orientada este-oeste nas povoações romanas, castros (acampamento militares), ou colónias. O nome deriva do facto da via decumana ou decimana (décima) separar a Décima Coorte da Nona num acampamento das legiões romanas, à semelhança da via quintana, que separava a Quinta Coorte da Sexta. Quando havia mais que uma via orientada no mesmo sentido, uma delas, a mais importante, passava a ser designada por Decúmano Máximo (em latim: Decumanus Maximus), que habitualmente ligavam a Porta Pretória (nos acampamentos militares a porta mais próxima do potencial inimigo) à Porta Decumana (a porta mais afastada do potencial inimigo).
A meio do seu comprimento, ou groma, a Decúmano Máximo cruzava-se perpendicularmente com a cardo ou Cardo Máximo (em latim: Cardus Maximus), a principal via norte-sul, tradicionalmente a via principal. O Fórum estava normalmente localizado próximo desta intersecção.